# قلعه شیان (ژیان)
قلعه شیان (ژیان) مربوط به دوران پیش از تاریخ ایران باستان تا دوران‌های تاریخی پس از اسلام است و در شهرستان اسلام‌آباد غرب، قلعه شیان واقع شده و این اثر در تاریخ ۱۹ تیر ۱۳۴۸ با شمارهٔ ثبت ۸۴۲ به‌عنوان یکی از آثار ملی ایران به ثبت رسیده است.